# 岳宗泰
岳宗泰（1920年—2013年12月11日），男，山西沁县人，中华人民共和国政治人物。

## 生平
早年担任中共平顺、长治、高平、潞城县委书记。1945年5月，调任晋冀鲁豫军区公安总局干部科长，先后任太行三地委委员、晋中三地委书记。1955年4月，任中共山西省委委员、省基建部长、工业部长。1960年1月，任山西省人民委员会副省长兼省经委主任。1961年1月，调任中央华北局经委第一副主任。1969年5月，任河北省革委会副主任、河北省委副书记，河北省人民政府副省长。1983年4月起，任河北省人大常委会副主任。